# موسیقی کوتاه شبانه
«موسیقی کوتاه شبانه» (انگلیسی: A Little Night Music) فیلمی در ژانر کمدی رمانتیک و موزیکال به کارگردانی هارولد پرینس است که در سال ۱۹۷۷ منتشر شد.

## بازیگران
- الیزابت تیلور
- دایانا ریگ
- لسلی-آنه داون
- هرمایونی جینگولد
- کریستوفر گارد
- جاناتان تانیک
- لن کری‌یو